# Rhizocaulus chinensis
Rhizocaulus chinensis är en nässeldjursart som först beskrevs av Marktanner-Turneretscher 1890.  Rhizocaulus chinensis ingår i släktet Rhizocaulus och familjen Campanulariidae. Inga underarter finns listade i Catalogue of Life.